# London & North Eastern Railway
London & North Eastern Railway, conosciuta con la sigla LNER, fu la seconda compagnia ferroviaria come importanza operante nel Regno Unito nell'epoca delle "Grandi Quattro" dal 1921, quando la legge "Railway Act" accorpò, su base principalmente geografica, le varie compagnie ferroviarie preesistenti in 4 grandi compagnie, fino al 1948, anno di nascita delle British Railways.
Operò dal 1923 dalla fusione di diverse piccole compagnie ha cessato l'attività il 1º gennaio 1948 con la costituzione appunto delle British Railway, la compagnia nazionalizzata.
Le diverse compagnie che avevano dato origine alla LNER operavano nell'area nord-orientale di Londra:
- Great Eastern Railway
- Great Central Railway
- Great Northern Railway
- Great North of Scotland Railway
- Hull and Barnsley Railway
- North British Railway
- North Eastern Railway

La rete si estendeva per 10.605 km e comprendeva la East Coast Main Line da Londra a Edimburgo via York e Newcastle upon Tyne, la linea Edimburgo-Aberdeen/Inverness.
Il materiale rotabile in forza alla compagnia era costituito da:
- 7700 locomotive (6 elettriche)
- 20.000 vagoni passeggeri
- 29.700 carri merci
- 140 mezzi a trazione elettrica
- 10 automotrici diesel

La livrea distintiva della LNER era verde mela (più chiaro del verde Brunswick usato dalla GWR) per le locomotive passeggeri, nero per le locomotive merci, mentre le vetture passeggeri erano rivestite in teak. Alcune locomotive e carrozze portarono livree diverse, in primis le locomotive della classe A4, assunsero dapprima una livrea a due toni di grigio e poi il blu "garter" (giarrettiera, con riferimento al colore del nastro dell'Ordine della Giarrettiera).
La compagnia è famosa tra gli appassionati di ferrovie per servizi come il "Flying Scotsman" (creato sulla falsariga del Fliegliende Hamburger tedesco) e per le locomotive carenate classe A4, una delle quali, la 4468 Mallard detiene tuttora il record di velocità per locomotive a vapore con 126 miglia orarie (202 chilometri orari).